# Sheila Ferguson
Sheila Ferguson (Philadelphia, 1947. október 8. –) amerikai énekesnő, dalszerző, színésznő, író. Főleg az Egyesült Királyságban dolgozott. 1966. és 1986. között tagja volt a The Three Degrees amerikai női soulzenei együttesnek. Legismertebb slágere: „When Will I See You”.

## Pályafutása
Az afroamerikai Ferguson Philadelphiában nőtt fel, és eredetileg pszichológus szeretett volna lenni. Azonban találkozott példaképével, Marvin Gaye-jel Apollo Színház öltözőjében. 
A középiskolában találkozott Richard Barrett menedzserrel. Több szóló kislemezt is felvettek. Időközben megalakult a The Three Degrees énekegyüttes, mellyel korábban már beugróként dolgozott. Énekesnőként és zeneszerzőként is jelentős részévé vált az együttesnek. 
1986-ban sikeres szólókarrierbe kezdett. Az éneklés mellett színésznőként is dolgozott (többek között saját, 1990-es évekbeli sitcomjában, a "Land of Hope and Gloria"-ban). 1989-ben íróként debütált; afroamerikai háttere ihlette a „Soul Food: Classic Cuisine from the Deep South” című szakácskönyvét. 1994-ben kiadta a „When Will I See You Again” című dalának egy új verzióját, amely a 60. helyet érte el az Egyesült Királyság Top 75-ös listáján.
2013-ban a Variety Legends of Industry díjjal tüntette ki a zeneiparhoz való hozzájárulásáért.

## Albumok
- 1994-ben szólóelőadóként szerepelt a brit kislemezlistán a Three Degrees slágerének, a „When Will I See You Again”-nek a feldolgozásával. A dal egy hetet töltött a listán a 60. helyen.
- 2004-ben kiadta debütáló szólóalbumát, az „A New Kind of Medicine”-t. Emellett vezető szerepet játszott az „Always” című album eredeti felvételén.
- Két másik albumot is felvett: a „Misty Blue...and More”-t és a „Songs from Oh! What a Night”-ot.
- 2006-ban szerepelt a Star Alliance „He's a Runner” című albumának felvételén, és felvette a „Fool of the Year” című dalt a „Disco” című albumára 2008-ban.
- Fellépett a „The Legends of Soul Weekender” rendezvényen Mary Wilsonnal, Thelma Houstonnal, Gwen Dickey-vel.
- 2016-ban egy soul koncertsorozatban („A Night of Soul”) lépett fel Ciprusi Köztársaságban Andy Abrahammel.

## Filmek
- Sheila Ferguson az IMDb-n

## Színház
- 1992: Bobby Davro: Summer Season
- 1996: Rock with Laughter (Cannon & Ball)
- 1997: Always
- 2000/1: Soul Train (The Musical)
- 2002/3: Oh! What a Night
- 2003/4: Thoroughly Modern Millie
- 2005: Behind the Iron Mask
- 2006: Cinderella (pantomim)
- 2007: Hot Flush
- 2007: The Songs of Sister Act
- 2007: Snow White (pantomim)
- 2008: Aladdin (pantomim)
- 2009: Dick Whittington (pantomim)
- 2010: Fame, The Musical
- 2011: The Hot 100 (Dubai)
- 2011: Respect La Diva
- 2011: Cinderella (pantomim)
- 2012: Daddy Cool
- 2012: The Music & Magic Ball
- 2012: Cinderella (pantomim)
- 2013/14: David Gest's Soul Legends Live
- 2013: Cinderella (pantomim)
- 2014: Beauty and the Beast (pantomim)
- 2018: Dick Whittington (pantomim)

## Díjak
- 1999-ben az Angol Bank és annak elnöke, Eddie George „Ethnic Minority Business Foundation” országos teljesítménydíjjal tüntette ki, és „City of Compton California Book Award” díjjal tüntették ki a S„oul Food: Classic Cuisine from the Deep South” című könyvéért.
- 2013-ban Ferguson elnyerte a „Variety Legends of Industry” díjat a zenei életért nyújtott szolgálataiért.